# LitSat-1
LitSat-1はリトアニア最初の2機の人工衛星のひとつ。
衛星はシグナス CRS Orb-1で28機のFlock-1キューブサットと共にアンタレス120型ロケットでワロップス島の中部大西洋地域宇宙基地第0発射台から打ち上げられた。打上げは2013年12月に予定されていたが、2014年1月9日に再設定された。
打上げ後、衛星は国際宇宙ステーションまで輸送され、2014年2月28日にナノラックスのキューブサット放出装置から放出された。宇宙からリトアニアは自由を愛するという意味のラトビア語: Lietuva myli laisvęという言葉が送信された。リトアニアでは最初の衛星となる当機とLituanica SAT-1の放出は生放送された。
2014年3月6日、カウナス工科大学の衛星無線電信局は初めてLitSat-1との双方向接続を確立した。

## 註
1. ↑  “Lietuviškas palydovas "LitSat-1" paskutinį kartą išbandomas Žemėje” (Lithuanian).   DELFI.lt (2013年8月16日). 2013年8月17日閲覧。
2. ↑  http://www.nasa.gov/mission_pages/station/research/experiments/1642.html
3. ↑  http://amsat-uk.org/tag/litsat-1/
4. ↑  LitSat-1 successfully follows the commands of KTU team in space